# Rhipidura hyperythra
El abanico ventrirrufo (Rhipidura hyperythra) es una especie de ave paseriforme de la familia Rhipiduridae endémica de Nueva Guinea, las islas Aru y otra islas menores aledañas.

## Taxonomía
Existen 3 subespecies:
- R. h. hyperythra: islas Aru (ubicadas al suroeste de Nueva Guinea).
- R. h. muelleri: oeste y centro de Nueva Guinea, isla Yapen.
- R. h. castaneothorax: sureste de Nueva Guinea.

## Distribución y hábitat
Se lo encuentra en Indonesia y Papúa Nueva Guinea.
Sus hábitats naturales son los bosque húmedos tropicales.